# Torget, Hurdals kommun
Torget är en tätort som utgör centralort i Hurdals kommun i Akershus fylke i sydöstra Norge. Orten ligger norr om sjön Hurdalsjøen. Befolkningen uppgick 2005 till 513 invånare.